# Leopold V av Främre Österrike

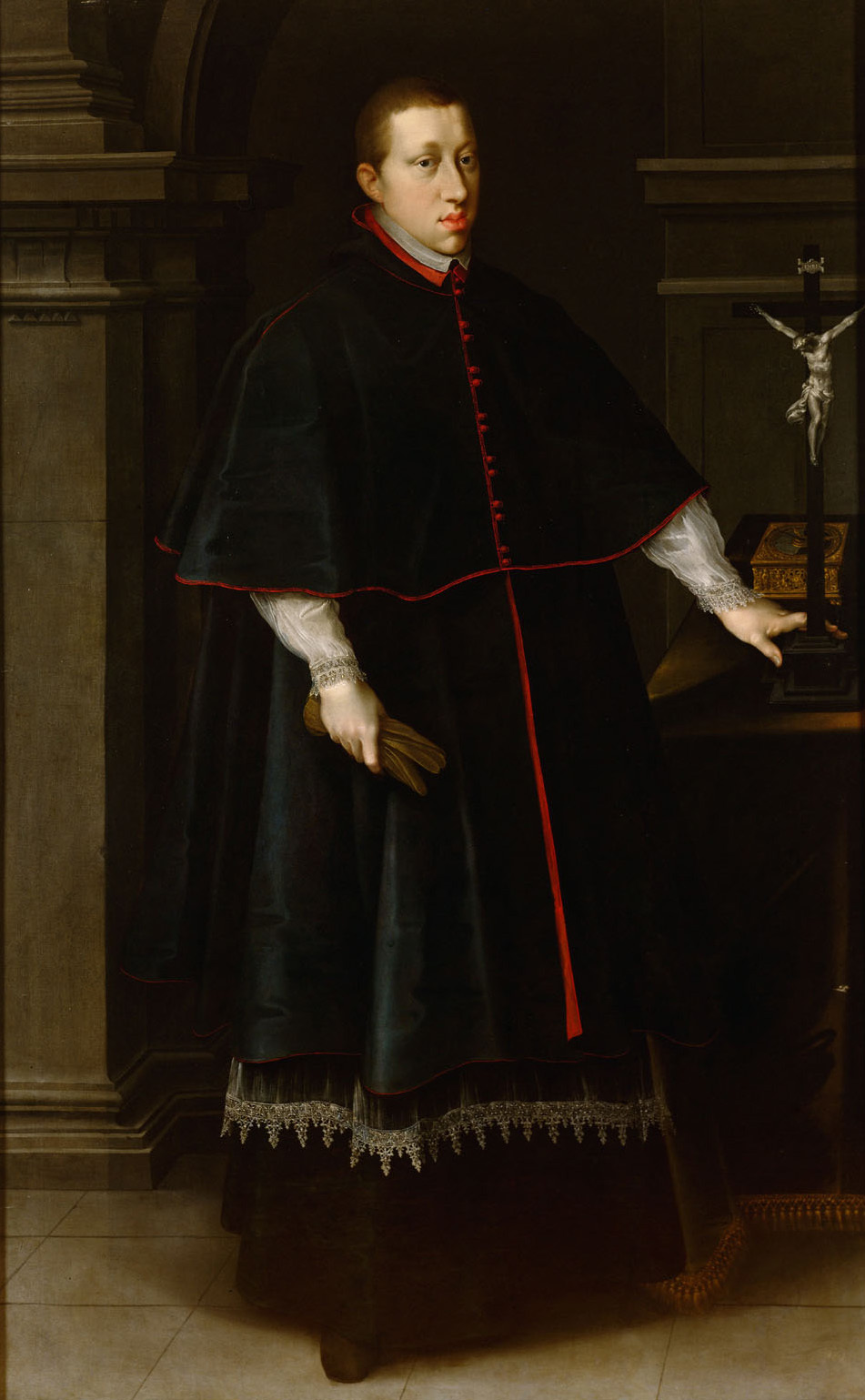
Leopold V av Främre Österrike

Leopold V av Främre Österrike, född 1586, död 1632, var regerande hertig av Främre Österrike från 1623 till 1632.